# Ludvigs Dudaņecs
Ludvigs Dudaņecs (28 marzo 1902 – ...) è stato un calciatore lettone.

## Carriera

### Club
Nel periodo in cui ha militato in nazionale ha giocato per l'Olimpija Liepāja, con cui vinse 4 campionati lettoni.

### Nazionale
Il suo esordio avvenne il 12 agosto 1926 nella gara amichevole contro la Finlandia.
Ha disputato in tutto 10 gare in nazionale, senza mettere a segno reti, ma vincendo due edizioni della Coppa del Baltico.

## Statistiche

### Cronologia presenze e reti in nazionale
| Cronologia completa delle presenze e delle reti in nazionale ― Lettonia | Cronologia completa delle presenze e delle reti in nazionale ― Lettonia | Cronologia completa delle presenze e delle reti in nazionale ― Lettonia | Cronologia completa delle presenze e delle reti in nazionale ― Lettonia | Cronologia completa delle presenze e delle reti in nazionale ― Lettonia | Cronologia completa delle presenze e delle reti in nazionale ― Lettonia | Cronologia completa delle presenze e delle reti in nazionale ― Lettonia | Cronologia completa delle presenze e delle reti in nazionale ― Lettonia |
| Data                                                                    | Città                                                                   | In casa                                                                 | Risultato                                                               | Ospiti                                                                  | Competizione                                                            | Reti                                                                    | Note                                                                    |
| ----------------------------------------------------------------------- | ----------------------------------------------------------------------- | ----------------------------------------------------------------------- | ----------------------------------------------------------------------- | ----------------------------------------------------------------------- | ----------------------------------------------------------------------- | ----------------------------------------------------------------------- | ----------------------------------------------------------------------- |
| 12-8-1926                                                               | Riga                                                                    | Lettonia                                                                | 1 – 4                                                                   | Finlandia                                                               | Amichevole                                                              | -                                                                       |                                                                         |
| 21-8-1926                                                               | Kaunas                                                                  | Lituania                                                                | 2 – 3                                                                   | Lettonia                                                                | Amichevole                                                              | -                                                                       |                                                                         |
| 11-9-1927                                                               | Helsinki                                                                | Finlandia                                                               | 3 – 1                                                                   | Lettonia                                                                | Amichevole                                                              | -                                                                       |                                                                         |
| 25-9-1927                                                               | Riga                                                                    | Lettonia                                                                | 4 – 1                                                                   | Estonia                                                                 | Amichevole                                                              | -                                                                       | 46’                                                                     |
| 28-7-1929                                                               | Stoccolma                                                               | Svezia                                                                  | 10 – 0                                                                  | Lettonia                                                                | Amichevole                                                              | -                                                                       |                                                                         |
| 29-6-1932                                                               | Kaunas                                                                  | Lituania                                                                | 2 – 3                                                                   | Lettonia                                                                | Amichevole                                                              | -                                                                       | 46’                                                                     |
| 24-7-1932                                                               | Liepaja                                                                 | Lettonia                                                                | 2 – 1                                                                   | Lituania                                                                | Amichevole                                                              | -                                                                       |                                                                         |
| 30-8-1932                                                               | Riga                                                                    | Lettonia                                                                | 1 – 0                                                                   | Estonia                                                                 | Coppa del Baltico 1932                                                  | -                                                                       | 46’                                                                     |
| 4-9-1933                                                                | Kaunas                                                                  | Lituania                                                                | 2 – 2                                                                   | Lettonia                                                                | Coppa del Baltico 1933                                                  | -                                                                       | 46’                                                                     |
| 10-6-1934                                                               | Kaunas                                                                  | Lituania                                                                | 2 – 0                                                                   | Lettonia                                                                | Amichevole                                                              | -                                                                       |                                                                         |
| Totale                                                                  |                                                                         | Presenze                                                                | 10                                                                      |                                                                         | Reti                                                                    | 0                                                                       |                                                                         |

## Palmarès

### Club

#### Competizioni nazionali
- Campionato lettone: 4

Olimpija Liepaja :1927, 1928, 1929, 1933

### Nazionale
- Coppa del Baltico: 2

1932, 1933